# 1470
1470 (MCDLXX) a fost un an comun al calendarului iulian, care a început într-o zi de luni.

## Evenimente
- 20 august: Bătălia de la Lipnic. Zdrobirea oștilor tătare de către moldoveni, conduși de Ștefan cel Mare.

## Nașteri
- 30 iunie: Carol VIII, rege al Franței (d. 1498)
- Gheorghe Doja, nobil secui, conducătorul răscoalei țărănești (d. 1514)

## Decese
- 14 mai: Carol al VIII-lea al Suediei (n. Karl Knutsson Bonde), 60 ani (n. 1409)